# Neymar
Neymar da Silva Santos Júnior (Mogi das Cruzes, 5 februari 1992), beter bekend als Neymar is een Braziliaans voetballer die doorgaans als linksbuiten speelt voor Santos. Hiervoor speelde hij bij FC Barcelona, Paris Saint-Germain en Al-Hilal. 
Neymar debuteerde in 2010 in het Braziliaans voetbalelftal. Hij maakte op 9 september 2023 zijn 78e (en 79e) doelpunt voor het nationale elftal en loste daarmee Pelé af als topscorer aller tijden van het nationale elftal.
Neymar is een van de weinige spelers die voor drie verschillende clubs minstens 100 doelpunten heeft gescoord. Hij is de Braziliaan met de meeste doelpunten in de UEFA Champions League en tevens de topscorer aller tijden van Brazilië.

## Clubcarrière

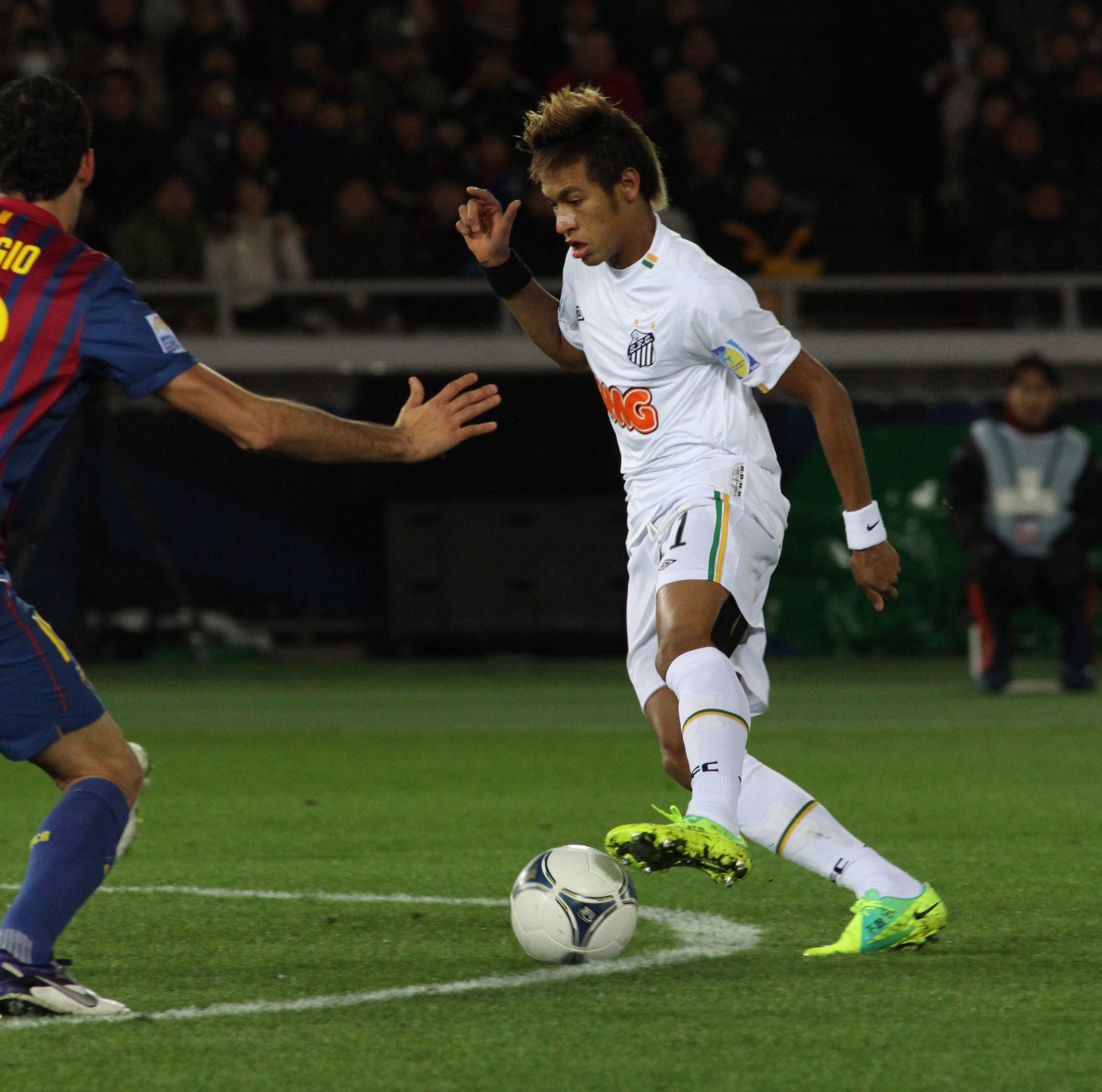
Neymar namens Santos tegen FC Barcelona in de FIFA Club World Cup-finale van 2011

### Santos
Neymar debuteerde in maart 2009 in de hoofdmacht van Santos, waar hij sinds 2003 de jeugdopleiding doorliep en in augustus 2011 zijn verbintenis verlengde tot aan de zomer van 2014. In 2011 won hij de Bola de Ouro, de prijs voor beste voetballer in de Braziliaanse Série A en de FIFA Puskás Award voor het maken van het mooiste doelpunt van het voorbije jaar. In 2011 en 2012 werd hij verkozen tot beste voetballer in Zuid-Amerika, terwijl hij in 2010, 2011 en 2012 topscorer van de Braziliaanse competitie werd. Met Santos won Neymar in 2011 de Copa Libertadores en in 2012 de Recopa Sudamericana.

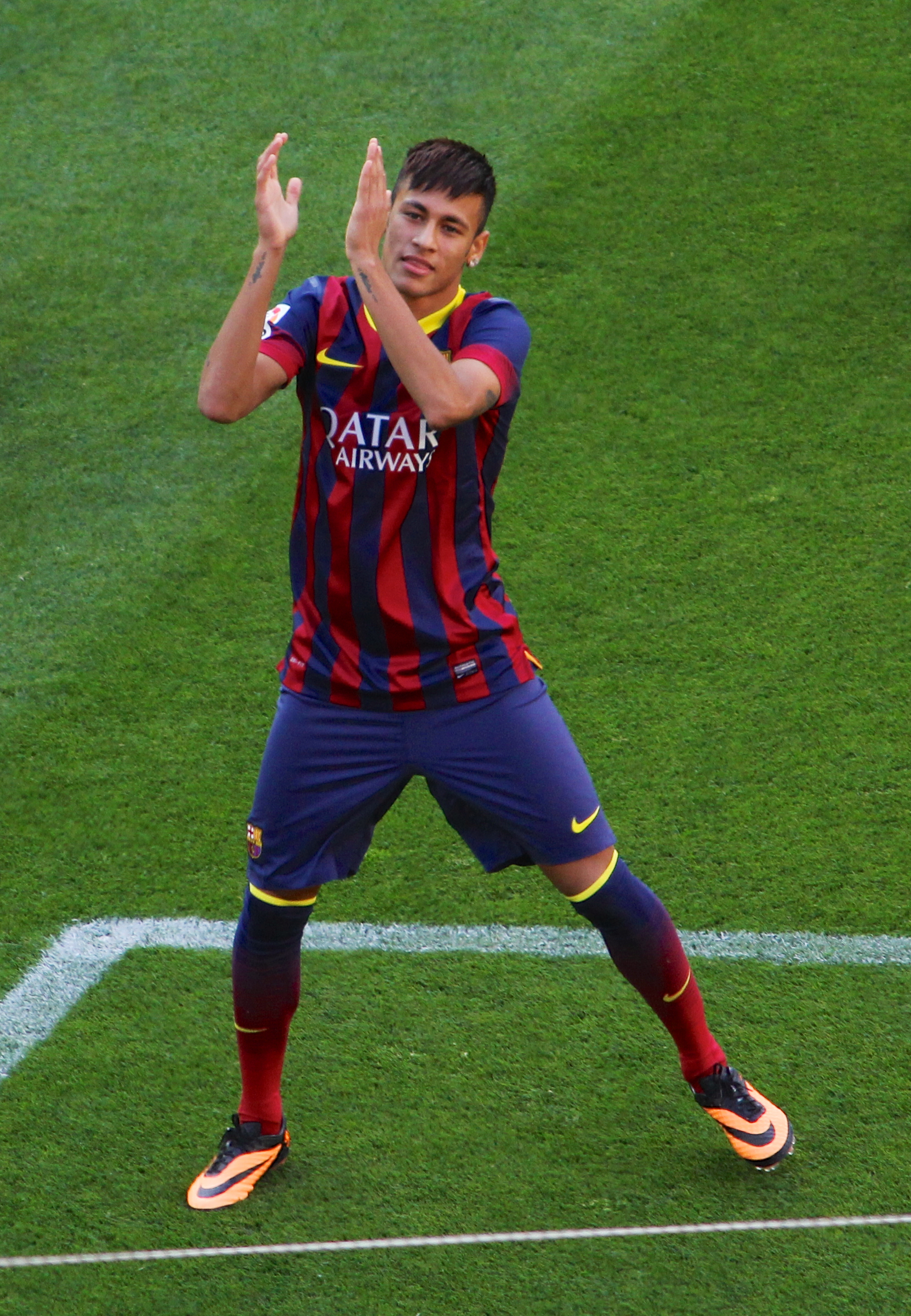
Neymar tijdens zijn presentatie bij FC Barcelona in 2013

### Barcelona
Neymar werd op 3 juni 2013 officieel gepresenteerd bij FC Barcelona. Onder het toeziend oog van tienduizenden toeschouwers maakte hij een ereronde door het Camp Nou, waarna hij medisch gekeurd werd en zijn handtekening zette onder een vijfjarig contract. Neymar zou de Catalaanse topclub in totaal rond de 57 miljoen euro hebben gekost. Hij debuteerde op de eerste speeldag van het seizoen 2013/14 tegen Levante UD. Hij viel na 64 minuten bij een 6–0 stand in voor Alexis Sánchez. Barça won in eigen stadion met 7–0. Op 22 augustus 2013 maakte hij zijn eerste doelpunt voor Barcelona: met het hoofd in de Spaanse Supercopa tegen Atlético Madrid. Hij speelde uiteindelijk in zijn eerste seizoen in de Spaanse competitie 26 duels. In de UEFA Champions League stond hij tienmaal op het veld.

Nadat Neymar in zijn eerste jaar bij FC Barcelona een aanvalstrio vormde met Lionel Messi en Alexis Sánchez, ging hij dat vanaf het seizoen 2014/15 doen met Messi en Luis Suárez. Samen kregen zij in media de bijnaam 'MSN'. Neymar won gedurende het seizoen 2014/15 met FC Barcelona zowel het Spaanse landskampioenschap, de Copa del Rey als de UEFA Champions League. MSN had hier een aandeel van 123 doelpunten in. Neymar maakte er 39, onder meer in de bekerfinale en in zowel de kwart- de halve- als de finale van de Champions League. Daarop volgde een jaar later opnieuw winst van de Spaanse titel en nationale beker en ook die van het WK voor clubs en de UEFA Super Cup 2015. MSN scoorde dit seizoen samen 131 keer. Neymar verlengde in juli 2016 zijn contract bij FC Barcelona tot medio 2021.

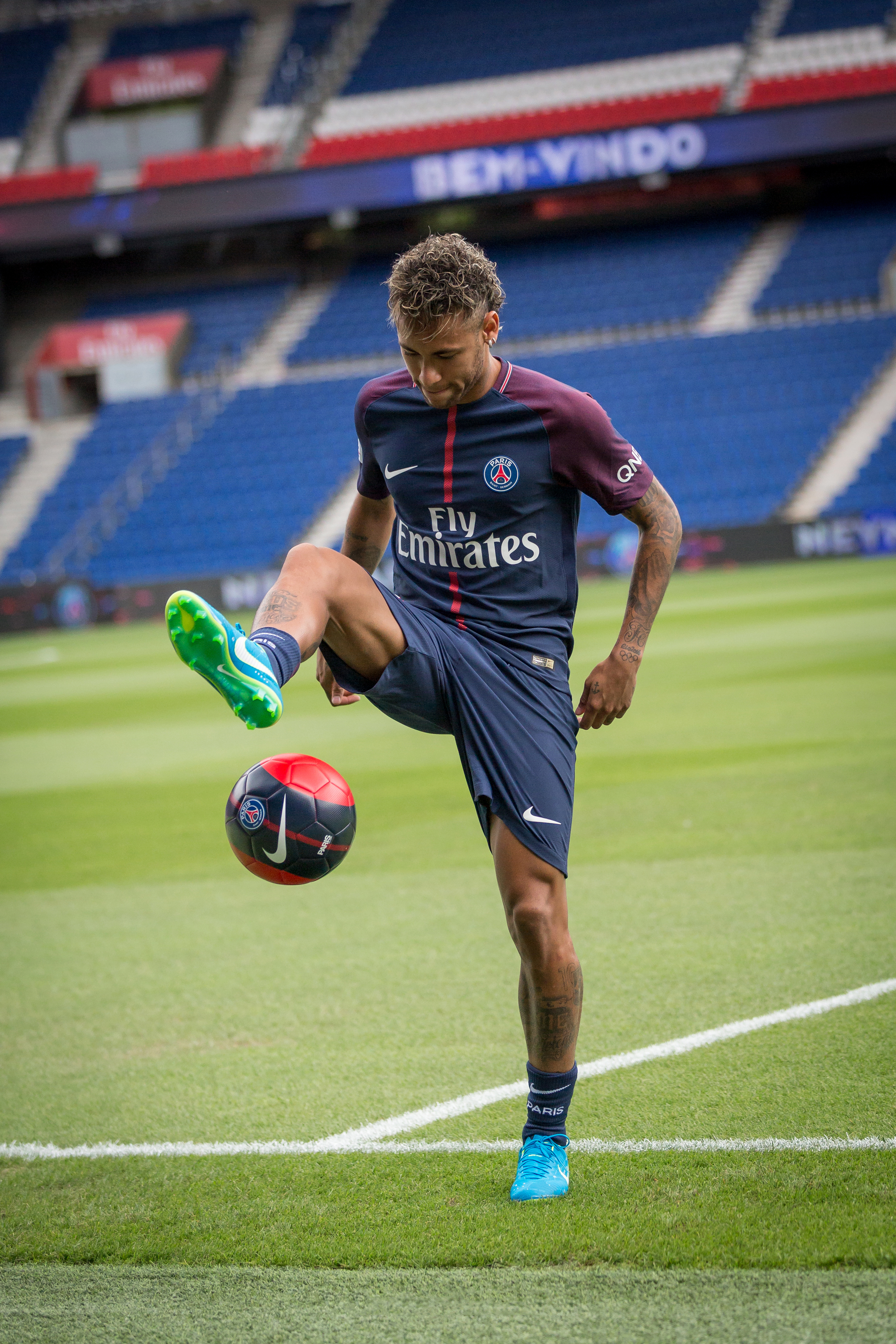
Neymar tijdens zijn presentatie bij Paris Saint-Germain in 2017

### Paris Saint-Germain
Neymar kwam na zijn contractverlenging nog één seizoen uit voor de Spaanse club. In zijn contract stond een gelimiteerde afkoopsom die inhield dat hij voor € 222.000.000,- mocht vertrekken. Een delegatie advocaten bood dat bedrag op 3 augustus 2017 aan bij FC Barcelona. De voorzitter van de Primera División, Javier Tebas, wilde deze transactie een dag eerder nog tegenhouden. Hij gaf als reden daarvoor dat hij betwijfelde of Paris Saint-Germain - de beoogde nieuwe club van de Braziliaan - dit kon betalen zonder de Financial Fair Play-regelgeving te overtreden. Daarom weigerde hij akkoord te gaan. Toen Barça-directeur Òscar Grau het geld een dag later wel accepteerde, was Neymar officieel transfervrij. Enkele uren later tekende hij een contract tot medio 2022 bij Paris Saint-Germain. Met een transferprijs van € 222.000.000,- werd Neymar de duurste voetballer ooit. Het bedrag was meer dan een verdubbeling van het vorige record, de € 105.000.000,- die Manchester United in 2016 betaalde aan Juventus voor Paul Pogba.
Neymar speelde op 13 augustus 2017 zijn eerste wedstrijd voor Paris Saint-Germain. Hij bekroonde zijn debuut met zijn eerste doelpunt voor de club en een assist tijdens een 3–0 zege op EA Guingamp. Neymar scoorde ook in zijn eerste Champions League-duel voor Paris Saint-Germain, tegen Celtic, net als de andere twee leden van het nieuwe aanvalstrio in Parijs, Kylian Mbappé en Edinson Cavani. Tijdens een 3–0 winst op Olympique Marseille in februari 2018 brak Neymar zijn middenvoetsbeentje, waarna die wedstrijd zijn laatste van het seizoen bleek te zijn. Zonder Neymar won Paris Saint-Germain de Ligue 1, de Coupe de France en de Coupe de la Ligue. In het seizoen daarop won Paris Saint-Germain de Trophée des Champions. Op oktober 2018 maakte Neymar een hattrick tegen Rode Ster Belgrado in de Champions League. Opnieuw moest de Braziliaan een groot deel van de tweede seizoenshelft missen door een blessure. Paris Saint-Germain won de Ligue 1 dat seizoen. Neymar scoorde in de finale van de Coupe de France en gaf ook een assist. Stade Rennais maakte echter een comeback. Paris Saint-Germain verloor de strafschoppenserie, ondanks de benutte penalty van Neymar.
Ondanks onderhandelingen tussen Paris Saint-Germain en FC Barcelona om een terugkeer van Neymar naar Barcelona te bewerkstelligen, speelde Neymar ook in het seizoen 2019/20 in het Parijs. Neymar scoorde in beide wedstrijden van een tweeluik tussen PSG en Borussia Dortmund in de achtste finale van de Champions League, waardoor Paris Saint-Germain zich voor het eerst in vier jaar plaatste voor de kwartfinale. Zijn ploeggenoten en hij wonnen daarna ook van Atalanta Bergamo en RB Leipzig en bereikten zo voor het eerst in de clubgeschiedenis de finale. Daarin was FC Bayern München ze de baas (0–1). Neymar werd in 2020/21 voor het eerst sinds zijn komst naar Frankrijk geen landskampioen met Paris Saint-Germain. Lille haalde een punt meer. Neymar kampte dat jaar weer verschillende keren met fysieke klachten en miste drie maanden van het seizoen. Hij maakte dat jaar negen doelpunten in de Ligue 1 en zeventien in totaal, allebei zijn laagste aantal sinds seizoen 2013/14. Hij verlengde in mei 2021 zijn contract bij Paris Saint-Germain tot medio 2025.
Neymar werd in seizoen 2021/22 herenigd met Lionel Messi, met wie hij van 2013 tot 2017 al samenspeelde bij FC Barcelona. Zij gingen samen met Mbappé de voorhoede vormen bij Paris Saint-Germain. Na de tweede plaats van een seizoen eerder, werd Neymar dat jaar voor de vierde keer sinds zijn komst Frans landskampioen. Hij speelde dat seizoen 22 speelronden, waarin hij 13 keer scoorde. Hij maakte in mei 2022 zijn honderdste doelpunt voor Paris Saint-Germain. Door fysieke ongemakken was Neymar ruim vier maanden van 2021/22 niet inzetbaar. Hij scoorde dat seizoen voor het eerst sinds zijn komst naar Europa in 2013 niet in de Champions League. Neymar was ook in 2022/23 ruim vier maanden geblesseerd, deze keer naar aanleiding van een enkeloperatie. Hij scoorde opnieuw 13 keer in de Ligue 1, deze keer in 20 speelronden. Zijn seizoen eindigde in februari 2023.

### Al-Hilal
Neymar liet Paris Saint-Germain in augustus 2023 na zes seizoenen achter zich en tekende een contract tot medio 2025 bij Al-Hilal. De club betaalde naar verluidt ongeveer 90 miljoen euro voor hem. Met zijn overstap was Neymar een van de vele voetballers die in de zomer van 2023 van een Europese competitie naar Saoedi-Arabië vertrokken. Zo haalde Al-Hilal in diezelfde periode ook Kalidou Koulibaly, Rúben Neves en Sergej Milinković-Savić naar de Saudi Pro League.
Op 15 september 2023 maakte hij zijn officiële debuut voor de club in de wedstrijd tegen Al-Riyadh die met 6-1 werd gewonnen. Enkele weken later, op 3 oktober 2023, maakte hij zijn eerste doelpunt voor de club in een treffen met Nassaji Mazandaran in de AFC Champions League. Later die maand, op het moment dat Neymar vijf officiële wedstrijden namens Al-Hilal op zijn naam had staan, raakte hij geblesseerd tijdens een interlandperiode. Hierdoor kwam er abrupt een einde aan zijn seizoen.
Een jaar later, op 21 oktober 2024, maakte hij zijn rentree. Echter, hij raakte enkele weken later wederom geblesseerd. In januari 2025 besloot Al-Hilal Neymar niet meer in te schrijven voor de competitie. Hoofdtrainer Jorge Jesus gaf aan dat Neymar niet meer in staat was te presteren op het niveau dat nodig werd geacht, waarna beide partijen besloten uit elkaar te gaan. Een terugkeer naar Santos lag in de lijn der verwachting.

### Terugkeer bij Santos
Na de contractontbinding bij Al-Hilal bevestigde Santos-president Marcelo Texeira de terugkeer van Neymar bij zijn jeugdliefde. Na twaalf jaar keerde hij terug en tekende een contract tot medio 2025.

## Clubstatistieken
| Seizoen       | Club                | Competitie       | Competitie | Competitie | Competitie | Beker | Beker | Beker | Internationaal | Internationaal | Internationaal | Totaal | Totaal | Totaal |
| Seizoen       | Club                | Competitie       | Wed.       | Dlp.       | Ass.       | Wed.  | Dlp.  | Ass.  | Wed.           | Dlp.           | Ass.           | Wed.   | Dlp.   | Ass.   |
| ------------- | ------------------- | ---------------- | ---------- | ---------- | ---------- | ----- | ----- | ----- | -------------- | -------------- | -------------- | ------ | ------ | ------ |
| 2009          | Santos              | Série A          | 33         | 10         | 7          | 0     | 0     | 0     | —              | —              | —              | 33     | 10     | 7      |
| 2010          | Santos              | Série A          | 31         | 17         | 9          | 0     | 0     | 0     | 2              | 0              | 1              | 33     | 17     | 10     |
| 2011          | Santos              | Série A          | 21         | 13         | 5          | 0     | 0     | 0     | 13             | 6              | 3              | 34     | 19     | 8      |
| 2012          | Santos              | Série A          | 17         | 14         | 7          | 0     | 0     | 0     | 16             | 10             | 3              | 33     | 24     | 10     |
| 2013          | Santos              | Série A          | 1          | 0          | 0          | 0     | 0     | 0     | —              | —              | —              | 1      | 0      | 0      |
| Club Totaal   | Club Totaal         | Club Totaal      | 103        | 54         | 28         | 0     | 0     | 0     | 31             | 16             | 7              | 134    | 70     | 35     |
| 2013/14       | Barcelona           | Primera División | 26         | 9          | 10         | 5     | 2     | 0     | 10             | 4              | 5              | 41     | 15     | 15     |
| 2014/15       | Barcelona           | Primera División | 33         | 22         | 9          | 6     | 7     | 1     | 12             | 10             | 0              | 51     | 39     | 10     |
| 2015/16       | Barcelona           | Primera División | 34         | 24         | 16         | 5     | 4     | 2     | 10             | 3              | 7              | 49     | 31     | 25     |
| 2016/17       | Barcelona           | Primera División | 30         | 13         | 14         | 6     | 3     | 3     | 9              | 4              | 9              | 45     | 20     | 26     |
| Club Totaal   | Club Totaal         | Club Totaal      | 123        | 68         | 49         | 22    | 16    | 6     | 41             | 21             | 21             | 186    | 106    | 76     |
| 2017/18       | Paris Saint-Germain | Ligue 1          | 20         | 19         | 13         | 3     | 3     | 0     | 7              | 6              | 3              | 30     | 28     | 16     |
| 2018/19       | Paris Saint-Germain | Ligue 1          | 17         | 15         | 8          | 5     | 3     | 3     | 6              | 5              | 2              | 28     | 23     | 13     |
| 2019/20       | Paris Saint-Germain | Ligue 1          | 15         | 13         | 6          | 5     | 3     | 2     | 7              | 3              | 4              | 27     | 19     | 12     |
| 2020/21       | Paris Saint-Germain | Ligue 1          | 18         | 9          | 6          | 4     | 2     | 2     | 9              | 6              | 3              | 31     | 17     | 11     |
| 2021/22       | Paris Saint-Germain | Ligue 1          | 22         | 13         | 6          | 0     | 0     | 0     | 6              | 0              | 2              | 28     | 13     | 8      |
| 2022/23       | Paris Saint-Germain | Ligue 1          | 20         | 13         | 11         | 3     | 3     | 3     | 6              | 2              | 3              | 29     | 18     | 17     |
| Club Totaal   | Club Totaal         | Club Totaal      | 112        | 82         | 50         | 20    | 14    | 10    | 41             | 22             | 17             | 173    | 118    | 77     |
| 2023/24       | Al-Hilal            | Saudi League     | 3          | 0          | 3          | 0     | 0     | 0     | 2              | 1              | 0              | 5      | 1      | 3      |
| 2024/25       | Al-Hilal            | Saudi League     | 0          | 0          | 0          | 0     | 0     | 0     | 2              | 0              | 0              | 2      | 0      | 0      |
| Club Totaal   | Club Totaal         | Club Totaal      | 3          | 0          | 3          | 0     | 0     | 0     | 4              | 1              | 0              | 7      | 1      | 3      |
| 2025          | Santos              | Série A          | 0          | 0          | 0          | 0     | 0     | 0     | —              | —              | —              | 0      | 0      | 0      |
| Club Totaal * | Club Totaal *       | Club Totaal *    | 103        | 54         | 28         | 0     | 0     | 0     | 31             | 16             | 7              | 134    | 70     | 35     |
| TOTAAL        | TOTAAL              | TOTAAL           | 341        | 204        | 130        | 42    | 30    | 16    | 115            | 60             | 45             | 498    | 294    | 191    |

* Beide periodes

## Interlandcarrière

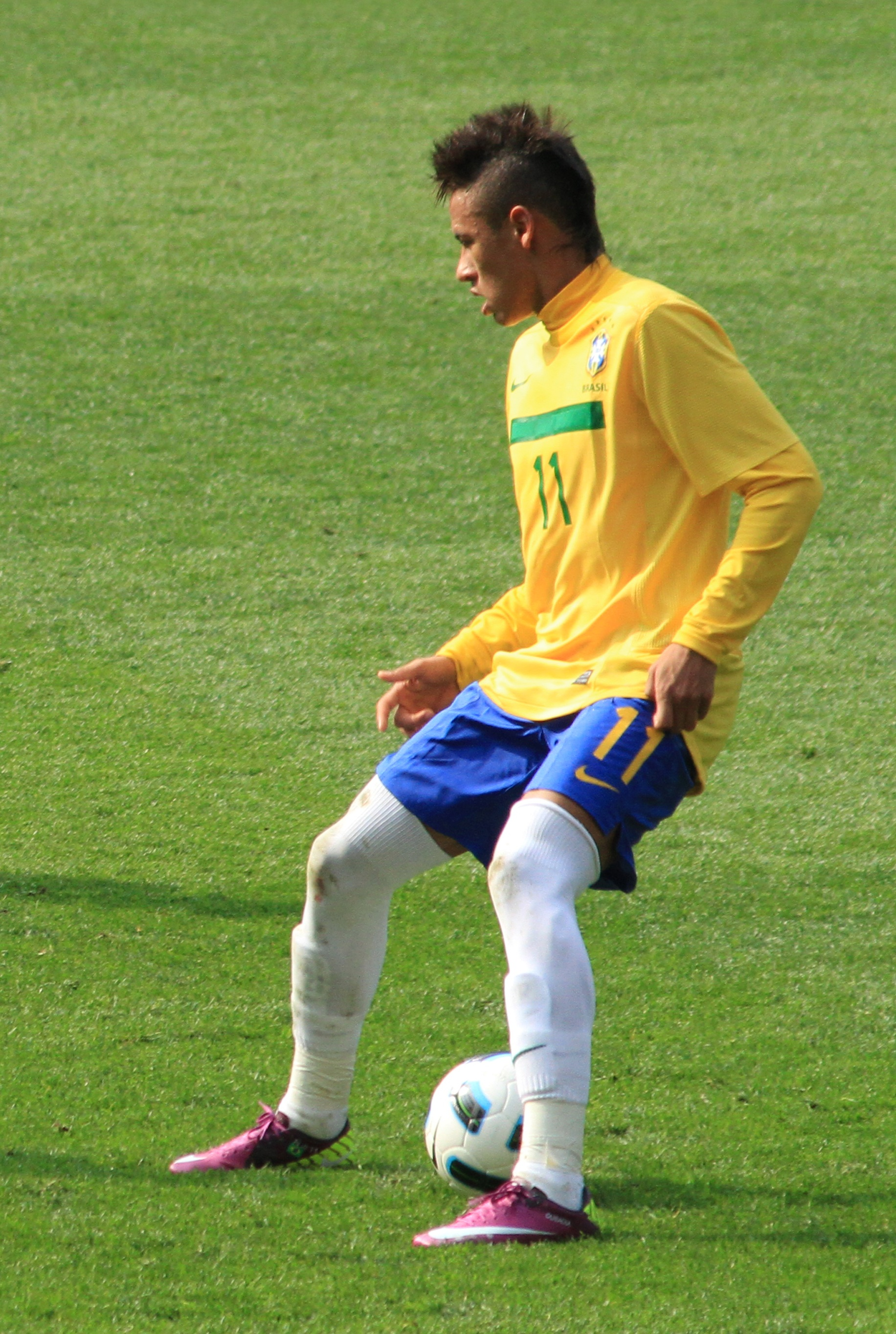
Neymar namens Brazilië in 2011

Nadat Braziliaans bondscoach Dunga na het wereldkampioenschap voetbal 2010 vervangen werd door Mano Menezes, liet deze Neymar in de eerste interland onder zijn leiding debuteren. Hij begon op 10 augustus 2010 in de basis aan een met 0–2 gewonnen vriendschappelijke wedstrijd tegen de Verenigde Staten. Na 29 minuten maakte hij zijn eerste interlanddoelpunt. Eerder nam Neymar met een nationale jeugdselectie deel aan het WK onder 17 in 2009.

### Copa América 2011
Neymar nam met Brazilië deel aan de Copa América 2011 in Argentinië. Hij maakte twee doelpunten in de groepsfase tegen Ecuador. Brazilië werd in de kwartfinales via penalty's uitgeschakeld door Paraguay, nadat de wedstrijd na verlengingen in 0–0 eindigde. Neymar werd in die wedstrijd in de 80e minuut vervangen.

### Olympische spelen 2012
Neymar nam met het Braziliaans olympisch team deel aan de Olympische Zomerspelen 2012. Brazilië verloor hier in de finale met 2–1 van Mexico. Gedurende het toernooi wist Neymar drie keer te scoren.

### FIFA Confederations Cup 2013
Neymar werd door bondscoach Luiz Felipe Scolari opgeroepen voor de FIFA Confederations Cup 2013. Hij wist vier keer te scoren in vijf wedstrijden, waaronder in de finale tegen Spanje, die met 3–0 gewonnen werd. Na afloop van het toernooi werd hij uitgeroepen tot beste speler van het toernooi.

### Wereldkampioenschap voetbal 2014
Scolari nam Neymar ook op in de selectie voor het wereldkampioenschap voetbal 2014 in eigen land. Neymar speelde als aanvaller over de linkerflank in de openingswedstrijd van het toernooi tegen Kroatië (3–1 winst). Hij maakte twee doelpunten, waarvan een uit een door Fred versierde strafschop. In de slotfase van de door Brazilië met 2-1 gewonnen kwartfinale tegen Colombia liep Neymar een gebroken ruggenwervel op, nadat hij de knie van Camilo Zúñiga in zijn onderrug kreeg. Daardoor kwam het WK voor hem voortijdig ten einde. Volgens de dader ging het om een 'normale actie' en de Braziliaanse aanvoerder Thiago Silva noemde de maker van de overtreding 'geen slechte jongen'.

### Olympische Spelen 2016
Neymar won in 2016 met het Braziliaans olympisch team goud op de Olympische Zomerspelen in eigen land. Zijn ploeggenoten en hij wonnen in de finale middels een strafschoppenreeks van Duitsland. Het werd 1–1 in de reguliere speeltijd. Neymar maakte in de 27e minuut 1–0 vanuit een vrije trap. De Duitsers kwamen via Max Meyer in de tweede helft langszij. In de verlenging werd niet gescoord. Duitsland en Brazilië benutten in de beslissende strafschoppenreeks allebei de eerste vier penalty's. Nadat de Duitsers hun vijfde misten, maakte Neymar de beslissende strafschop voor Brazilië wel. Het was de eerste olympische titel voor een Braziliaans voetbalelftal.

### Wereldkampioenschap voetbal 2018
Tite nam Neymar op in de selectie van Brazilië voor het wereldkampioenschap voetbal 2018 in Rusland. Neymar was dat toernooi goed voor twee doelpunten en evenveel assists en was belangrijk in de achtste finale tegen Mexico, toen Neymar betrokken was bij beide goals in de 2-0 winst. Brazilië verloor in de kwartfinale van België.

### Copa América 2021
Neymar miste de Copa América 2019 vanwege een blessure en was daardoor afwezig bij de eerste Braziliaans toernooiwinst sinds die van 2007. Hij was er wel weer bij op de Copa América 2021. Hierop was hij basisspeler in zes van de zeven wedstrijden die de Brazilianen speelden. Hij scoorde in de groepsfase tegen zowel Venezuela als Peru. Zijn landgenoten en hij verloren in de finale van Argentinië.

### Wereldkampioenschap voetbal 2022
Neymar speelde op het wereldkampioenschap voetbal 2022 zijn derde WK. Hier liep hij tijdens de eerste groepswedstrijd een enkelblessure op. Als gevolg hier van kon hij niet spelen in de overige groepswedstrijden, tegen Zwitserland en Kameroen. Hij keerde terug in de achte finale, waarin hij het tweede doelpunt maakte tijdens een 4–1 overwinning op Zuid-Korea. Neymar schoot Brazilië in de kwartfinale op 0–1 tegen Kroatië. Dat was zijn 77e doelpunt voor het nationale elftal. Daarmee evenaarde hij het record van Pelé. Het was niet genoeg voor de volgende ronde. Kroatië maakte in de tweede helft gelijk en won later de beslissende strafschoppenserie.

### Topscorer Braziliaans team
Neymar maakte op 9 september 2023 zijn 78e en 79e doelpunt voor het Braziliaans elftal. Hij scoorde toen twee keer in een met 5–1 gewonnen WK-kwalificatiewedstrijd tegen Bolivia. Daarmee werd hij alleen topscorer aller tijden van het Braziliaanse nationale team.

### Statistieken
| Jaar   | Wed. | Doelp. |
| ------ | ---- | ------ |
| 2010   | 2    | 1      |
| 2011   | 13   | 7      |
| 2012¹  | 12   | 9      |
| 2013   | 19   | 10     |
| 2014   | 14   | 15     |
| 2015   | 9    | 4      |
| 2016¹  | 6    | 4      |
| 2017   | 8    | 3      |
| 2018   | 13   | 7      |
| 2019   | 5    | 1      |
| 2020   | 2    | 3      |
| 2021   | 13   | 6      |
| 2022   | 8    | 7      |
| 2023   | 4    | 2      |
| 2024   | 0    | 0      |
| Totaal | 128  | 79     |

Bijgewerkt t/m 8 mei 2024.
¹Doelpunten en wedstrijden op de Olympische Spelen worden niet meegerekend als officiële interlands

## Erelijst
| Competitie            |        |                                            |        |        |
| Competitie            | Aantal | Jaren                                      |        |        |
| Santos                | Santos | Santos                                     | Santos | Santos |
| --------------------- | ------ | ------------------------------------------ | ------ | ------ |
| CONMEBOL Libertadores | 1      | 2011                                       |        |        |
| CONMEBOL Recopa       | 1      | 2012                                       |        |        |
| Copa do Brasil        | 1      | 2010                                       |        |        |
| Campeonato Paulista   | 3      | 2010, 2011, 2012                           |        |        |
| FC Barcelona          |        |                                            |        |        |
| FIFA Club World Cup   | 1      | 2015                                       |        |        |
| UEFA Champions League | 1      | 2014/15                                    |        |        |
| UEFA Super Cup        | 1      | 2015                                       |        |        |
| Primera División      | 2      | 2014/15, 2015/16                           |        |        |
| Copa del Rey          | 3      | 2014/15, 2015/16, 2016/17                  |        |        |
| Supercopa de España   | 2      | 2013, 2016                                 |        |        |
| Paris Saint-Germain   |        |                                            |        |        |
| Ligue 1               | 5      | 2017/18, 2018/19, 2019/20, 2021/22,2022/23 |        |        |
| Coupe de France       | 3      | 2017/18, 2019/20, 2020/21                  |        |        |
| Coupe de la Ligue     | 2      | 2017/18, 2019/20                           |        |        |
| Trophée des Champions | 3      | 2018, 2019, 2020                           |        |        |

| Competitie                | Winnaar  | Winnaar  | Runner-up | Runner-up | Derde    | Derde    |
| Competitie                | Aantal   | Jaren    | Aantal    | Jaren     | Aantal   | Jaren    |
| Brazilië                  | Brazilië | Brazilië | Brazilië  | Brazilië  | Brazilië | Brazilië |
| ------------------------- | -------- | -------- | --------- | --------- | -------- | -------- |
| FIFA Confederations Cup   | 1        | 2013     |           |           |          |          |
| Brazilië onder 23         |          |          |           |           |          |          |
| Olympische Zomerspelen    | 1        | 2016     | 1         | 2012      |          |          |
| Brazilië onder 20         |          |          |           |           |          |          |
| CONMEBOL Sudamericano –20 | 1        | 2011     |           |           |          |          |